# 安養寺ラーメン

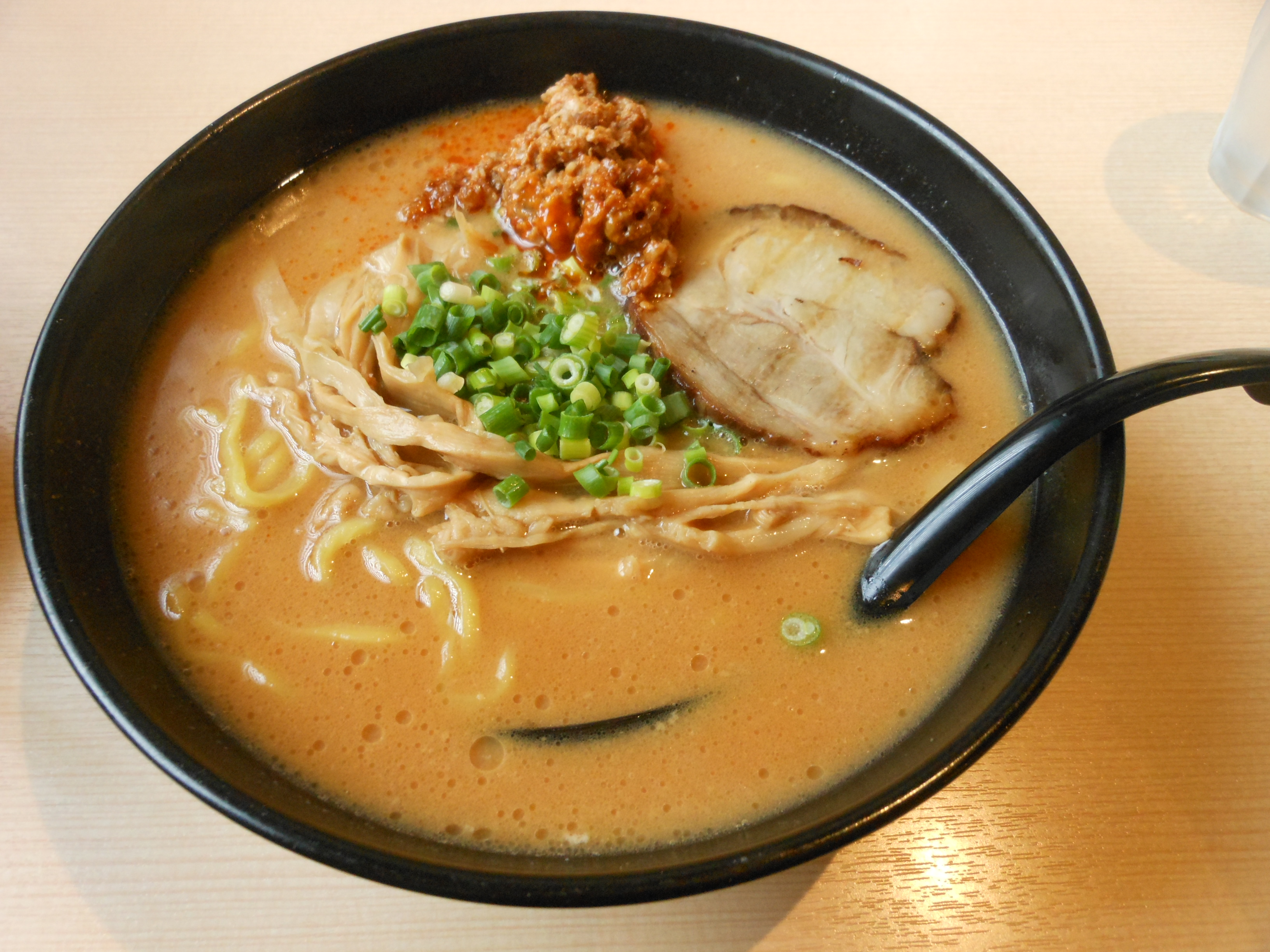
安養寺ラーメン

安養寺ラーメン（あんようじラーメン）とは、長野県佐久市にある臨済宗安養寺で造られていた安養寺みそを使って、新たな町おこしの一環として、安養寺ラーメン開発メンバーが2008年に造り上げた佐久市のご当地ラーメンである。佐久市は信州味噌発祥の地とされている。
佐久市内の加盟店で提供される。「安養寺ら〜めん」を名乗るには、地元産の味噌「安養寺みそ」を80%用いることが条件となっているほか、店主が安養寺みそについて客に説明ができることが求められているが、スープ・麺・具などは各店の裁量に任されており、同一店でも季節毎にメニューが変わることもある。このほか安養寺みそ100%を用いた全店版もあり、イベントなどで提供されている。

## 経緯

### 開発
2007年、佐久市内のラーメン店6店の店主が地域活性化を目的として「佐久拉麺会」を結成、2008年2月にはスタンプラリーを実施して一定の成果をあげた。この活動に佐久商工会議所が注目、ラーメンを喜多方ラーメンのような名物に育てて観光の目玉とすることを狙い、拉麺会と連携してご当地ラーメンの開発に取り組むことになった。地元を感じさせる具材としては、佐久市岩村田の味噌蔵「和泉屋商店」が信州味噌発祥の地ともされる安養寺で作られた大豆を原料として5年ほど前から醸造を始めていた「安養寺みそ」を用いることになり、2008年3月から拉麺会と商工会議所、和泉屋商店、安養寺、自治体などが連携して新名物「安養寺ら〜めん」の開発が進められた。
開発メンバーは安養寺の住職より安養寺の歴史についての講義を受けたほか、2008年5月には安養寺で大豆の種まきにも参加し、具材である安養寺みそに関する理解を深めた。7月の試食会を経て、8月には「安養寺ら〜めん」が完成、10月の佐久商工会議所主催のイベント「いか座やら座さく市」で一般向けの提供が行われた。イベントでは1時間半待ちの行列ができ、2日間で1,800杯が完売した。

### 販売
2008年11月からは拉麺会6店で提供が開始され、6店を巡るスタンプラリーを実施し広報を行った結果、市外からの客が増加、売り上げが対前年比200%増となった店が出るなど、商工会議所の推算で5,000万円以上にもなる経済効果をあげた。2009年には加盟店が10店増えて16店となり、ラーメン店以外でもメニューに置く店が出るなど取り組みが拡大、2010年までの2年間で全店合わせた販売数が約20万杯に達した。

## 関連製品
2009年にはローソンが「ご当地グルメ」シリーズの第2弾として安養寺ら〜めんを取り上げ、関東甲信越地域の2,500店でレンジ調理型製品が販売された。翌2010年夏にはさらに冷やしバージョンも発売された。また2012年には寿がきや食品よりカップラーメンも発売された。